# Kathy Wagner
Kathy Wagner (Los Angeles, 1 juli 1977), geboren als Katherine Maria Wagner, is een actrice en filmproducente uit de Verenigde Staten van Amerika.

## Biografie
Wagner begon haar carrière op driejarige leeftijd met model zijn in advertenties voor onder andere McDonald's. Later besloot zij dat het modelwerk niets voor haar was en dat zij liever ging acteren. Zij verliet in 1995 Los Angeles om te gaan studeren  aan de Universiteit van Massachusetts en studeerde af in 1999 in audiologie en psychologie. Hierna ging zij terug naar Los Angeles om haar acteercarrière weer op te pakken.
Wagner begon in 1981 met acteren in de televisieserie Gimme a Break!. Hierna heeft zij nog meerdere rollen gespeeld in televisieseries en films zoals Poltergeist II: The Other Side (1986), Sisters (1991) en How High (2001).
Wagner is in 2004 getrouwd en heeft twee kinderen.

## Filmografie
Bron:

### Films
- 1986 Iron Eagle – als Amy
- 1986 Help Wanted: Kids – als Tammy
- 1986 The Ladies Club – als Lisa
- 1986 Poltergeist II: The Other Side – als Kane’s People
- 1989 The Ryan White Story – als Sue Hatch
- 1999 Come On, Get Happy: The Partridge Family Story – als Susan Dey / Laurie Partridge
- 2001 How High – als intellectuele meid
- 2002 The Slow and the Cautious – als Hot Girl
- 2004 Half-Caste – als Cleo
- 2004 The Thief of Souls – als Hannah Elisha Bartlett
- 2005 Hoosiers II: Senior Year – als kleindochter
- 2006 You Did What? – als Ashley McConnell

### Televisieserie
Uitgezonderd eenmalige gastrollen.
- 1988 The Wonder Years – als Lisa Berlini – 2 afl.
- 1986 – 1988 Our House – als Courtney – 2 afl.
- 1991 Sisters – als Reed Halsey – 5 afl.
- 2000 Undressed – als Lucy – 5 afl.
- 2002 The Nightmare Room – als Erin Janzen – 2 afl.

### Theaterwerk
Bron:
- Fame – als Carmen
- Oliver! – als Nancy
- The Wizard of Oz – als Dorothy
- A Doll's House[5] – als bijrol

### Filmproducente
Bron:
- 2002 The Slow and the Cautious – korte film
- 2003 The Honor System – korte film
- 2006 You Did What? – film